# Pierre-Joseph Macquer
Pierre-Joseph Macquer (Parigi, 1718 – Parigi, 1784) è stato un chimico francese.

## Biografia
Studiò medicina, ma i suoi interessi furono rivolti alla chimica, di cui coltivò in particolar modo le applicazioni industriali. Membro dell'Académie des Sciences dal 1744, pubblicò tra il 1749 ed il 1751 due volumi di Élemens de chymie théorique et pratique, fra i primi ad offrire l'idea di una chimica come disciplina sistematica e quantitativa. Nel 1766 dette alle stampe un fortunatissimo Dictionnaire de chymie (una seconda edizione, pubblicata nel 1778, venne tradotta in italiano da Scopoli). Si interessò anche allo studio delle affinità chimiche. Consigliere scientifico della celebre fabbrica di porcellane di Sèvres, realizzò, nel 1763, un importante trattato sulla tintura della seta.

## Opere

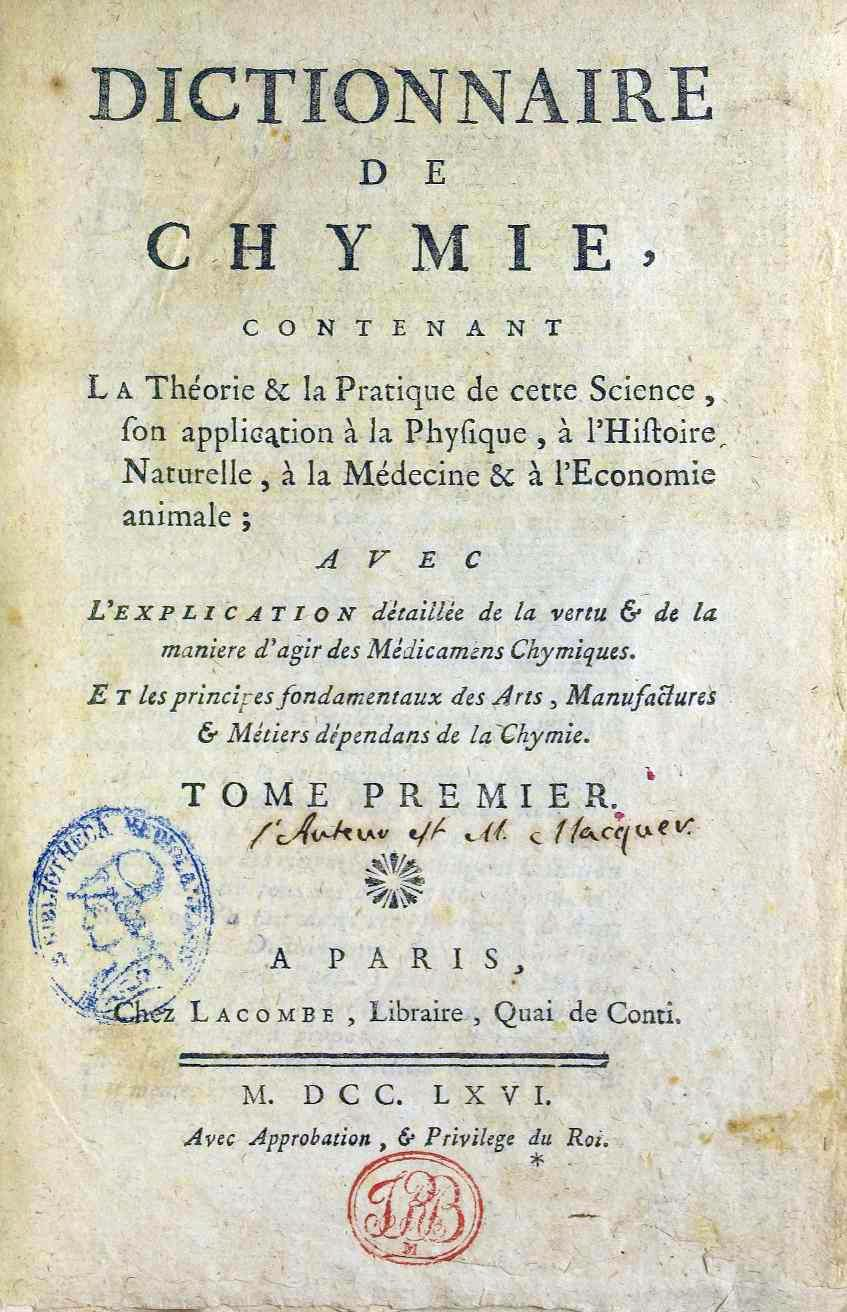
Dictionnaire de chymie, 1766

- (FR) Elemens de chymie theorique, Paris, Jean Thomas Herissant (1.), 1749.
- (FR) Dictionnaire de chymie, vol. 1, Paris, Laurent Durand, 1766.
- (FR) Dictionnaire de chymie, vol. 2, Paris, Jacques Lacombe, 1766.